# Manuel de Pombo
Manuel Antonio María de Pombo y Ante (Popayán, 2 de junio de 1769-Popayán, 10 de septiembre de 1829) Fue un contador y político colombiano. Fue uno de los impulsores de la banca central en Colombia y es considerado uno de los próceres de la independencia de Colombia al ser un firmante del Acta de Independencia en el Cabildo Extraordinario de Santa Fé del 20 de julio de 1810.

## Biografía
Estudio en el Colegio Mayor de Nuestra Señora del Rosario, hoy la Universidad del Rosario, viajó a Europa entre 1791 y 1795. Ingreso al Ejército Español en 1793. Ejerció como Tesorero del Consulado de Cartagena de Indias desde 1795. Fue promovido a Contador en 1804 y luego a Superintendente de la Casa de Moneda de Santa Fe, cargo del cual fue removido en 1813.
Fue aclamado como vocal del Cabildo abierto el 20 de julio de 1810 y firmante del Acta de Independencia de Colombia.
Colaboró con la campaña de Antonio Nariño en el Cauca, pasó a ocupar el cargo de Superintendente de la Casa de Moneda de Popayán. Fue sentenciado a muerte durante la Reconquista española por Pablo Morillo, en 1816 pero logró ser recluido varios años en Cádiz (España). Regreso a la Gran Colombia en 1822, siguió ejerciendo su cargo como Superintendente de la Casa de Moneda de Popayán, hasta su muerte.
Casado con Beatriz O'Donnell de Pombo. Padres de Lino de Pombo, Zenón de Pombo, Matilde Josefa de Pombo y de Teresa de Pombo.